# Te quiero tanto que no sé (película)
Te quiero tanto que no sé es una película argentina de 2018, dirigida por Lautaro García Candela, y protagonizada por Matias Marra, Shira Nevo, Guillermo Massé, Jazmín Carballo y Rocío Muñoz. El estreno internacional fue en BAFICI, y resultó ganadora del 14º Festifreak.

## Sinopsis
Es viernes a la noche en Buenos Aires y Francisco (Matias Marra) da vueltas por toda la ciudad en busca de Paula. En medio de una incierta travesía por los barrios porteños, peleas de pareja, partidos de fútbol, amores fugaces, desperfectos técnicos y viejas canciones hacen más extraño su recorrido. 

## Producción
El guion de Te quiero tanto que no sé fue escrito durante 2016. El rodaje comenzó en febrero de 2017, y continuó intermitentemente durante todo el año. La totalidad del rodaje fue hecho de noche. 
Lautaro García Candela expresó que "Nuestro equipo para salir a filmar era una cámara de fotos (la gloriosa Sony A7sII, si algún estudiante quiere saber) y un grabador de sonido que nos prestó la Universidad del Cine. Éramos un equipo ninja: tratamos de molestar lo menos posible la vida nocturna de Buenos Aires para filmar. Creo que la gente que pasaba cerca ni se daba cuenta. Si preguntaban, decíamos que éramos estudiantes. Algo totalmente verosímil por la edad: acabábamos de egresar. No teníamos casi presupuesto (la película salió, en ese momento, lo mismo que un viaje de egresados a Bariloche), así que había que negociar con la realidad. No es posible cortar una calle, o la gente pasa y mira a cámara. Hay que encontrar soluciones rápido. Negociar con lo que uno tiene: si uno no acepta eso, termina filmando de espaldas."

## Música
Te quiero tanto que no sé fue musicalizada por Franco Guareschi, que es el trovador que irrumpe entre las escenas a cantar. Lautaro García Candela expresó que las canciones que incluyó en la película forman parte del "cancionero de mis padres, que los incluye pero también los excede, que era un poco revolucionario y un poco romántico".
1. La era está pariendo un corazón, de Silvio Rodríguez.
2. Te quiero, de Sandra y Celeste.
3. Qué será, de José Feliciano.
4. Confesiones de invierno, de Sui Generis.
5. Tu amor se fue, de Leonardo Favio.
6. Canción sobre canción, de Fito Páez.

La película propone una recuperación del género musical. El director decidió incluir un fragmento de La civilización está haciendo masa y no deja oír (1974) como un homenaje a la película, considerando que "tendría que ser más vista de lo que es".

## Recepción
Te quiero tanto que no sé recibió críticas positivas en medios y revistas de cine argentinas. Distintos críticos la incluyeron en sus listas de las mejores películas de 2018.
El crítico argentino Marcos Vieytes escribió sobre la película que "Lautaro García Candela hizo una película querible. Yo no sé si se puede hacer algo más lindo que eso. También es porteñísima. Canciones, una noche, varios barrios, un picado, amigos, ganas de enamorarse sin apuro. Hay una tradición de películas íntimas, tiernas, que empieza con Ferreyra y Torres Ríos. Si yo hiciera una película en la que se reconociera esa tradición, que menos que una tradición es una sensibilidad, me sentiría orgulloso. Dura una sola noche y cuando uno le toma el gusto a los ruidos de las calles de esa noche, no quiere que se termine."

## Recorrido por festivales
Te quiero tanto que no sé integró la programación de festivales de cine internacionales durante 2018 y 2019.  
1. Buenos Aires Festival Internacional de Cine Independiente - BAFICI - Buenos Aires, abril 2018. Selección oficial de la Competencia Vanguardia y Género. Estreno internacional.
2. Festifreak - La Plata, octubre 2018. Selección oficial de la Competencia de largometrajes. Premio Mejor película.
3. Festival de Cine de Rawson - FECIR - Rawson, octubre 2018. Selección oficial fuera de competencia.
4. Museo de Arte Latinoamericano de Buenos Aires - Buenos Aires, febrero y marzo de 2019. Programación oficial. Estreno comercial.
5. Cineclub Hugo del Carril - Córdoba, marzo de 2019. Programación oficial.
6. Festival de Cine de Málaga - Málaga, marzo de 2019. Foco Argentina. Estreno en España.
7. Muestra de Cine Argentino en Portugal - Lisboa, marzo de 2019. Estreno en Portugal.
8. Anthology Film Archives - Nueva York, octubre de 2019. Programa "If you can screen it there: Premiering Contemporary Latin America". Estreno en Estados Unidos.

También hubo funciones en distintos centros culturales como el Club Cultural Matienzo y La casa del árbol (Ciudad de Buenos Aires) y el Centro Cultural San José (Olavarría).